# Hétéroprothallie
L'hétéroprothallie est un terme de botanique attribué aux prothalles des Ptéridophytes sensu lago qui portent soit les organes sexuels mâles (= anthéridies) soit les organes sexuels femelles (= archégones). Les microprothalles portent les anthéridies et les macroprothalles, les archégones.
Les hétéroprothalles sont issus de spores de taille différente (hétérosporie) : les microspores et macrospores.
L'hétéroprothallie s'oppose à l'isoprothallie et permet une fécondation croisée (meilleur brassage génétique et donc meilleur capacité d'adaptation).
L'hétéroprothallie (et l'hétérosporie) se rencontre chez les groupes suivants : les Sélaginelles, les Isoètes, les Prêles et les Hydropteridales, et les Acrogymnospermes.